# 전북특별자치도의 초등학교 목록
다음은 전북특별자치도의 초등학교 목록이다.

## 가
가천초등학교 · 
가평초등학교 · 
간중초등학교 · 
갈담초등학교 · 
감곡초등학교 · 
개정초등학교 · 
격포초등학교 · 
계남초등학교 · 
계북초등학교 · 
계화초등학교 · 
고부초등학교 · 
고산동초등학교 · 
고산초등학교 · 
고수초등학교 · 
고창남초등학교 · 
고창부안초등학교 · 
고창초등학교 · 
곰소초등학교 · 
공덕초등학교 · 
공음초등학교 · 
관청초등학교 · 
관촌초등학교 · 
광활초등학교 · 
괴목초등학교 · 
교암초등학교 · 
구림초등학교 · 
구이초등학교 · 
구천초등학교 · 
군산경포초등학교 · 
군산구암초등학교 · 
군산금광초등학교 · 
군산나운초등학교 · 
군산남초등학교 · 
군산내흥초등학교 · 
군산동초등학교 · 
군산문화초등학교 · 
군산미성초등학교 · 
군산미장초등학교 · 
군산산북초등학교 · 
군산서초등학교 · 
군산서해초등학교 · 
군산소룡초등학교 · 
군산수송초등학교 · 
군산신풍초등학교 · 
군산신흥초등학교 · 
군산아리울초등학교 · 
군산용문초등학교 · 
군산월명초등학교 · 
군산중앙초등학교 · 
군산지곡초등학교 · 
군산진포초등학교 · 
군산초등학교 · 
군산푸른솔초등학교 · 
군산풍문초등학교 · 
군산흥남초등학교 · 
금과초등학교 · 
금구초등학교 · 
금남초등학교 · 
금마초등학교 · 
금산초등학교 · 
금성초등학교 · 
금지동초등학교 · 
금지초등학교 · 
김제검산초등학교 · 
김제동초등학교 · 
김제북초등학교 · 
김제중앙초등학교 · 
김제초등학교

## 나
나포초등학교 · 
난산초등학교 · 
남관초등학교 · 
남양초등학교 · 
남원교룡초등학교 · 
남원노암초등학교 · 
남원대산초등학교 · 
남원도통초등학교 · 
남원서원초등학교 · 
남원왕치초등학교 · 
남원용성초등학교 · 
남원월락초등학교 · 
남원중앙초등학교 · 
남원초등학교 · 
낭산초등학교 · 
내장초등학교 · 
능교초등학교

## 다
다송초등학교 · 
당북초등학교 · 
대강초등학교 · 
대덕초등학교 · 
대리초등학교 · 
대산초등학교 · 
대아초등학교 · 
대야남초등학교 · 
대야초등학교 · 
대야초등학교 광산분교 · 
대흥초등학교 · 
덕과초등학교 · 
덕천초등학교 · 
덕치초등학교 · 
도학초등학교 · 
동계초등학교 · 
동북초등학교 · 
동산초등학교 · 
동상초등학교 · 
동신초등학교 · 
동양초등학교 · 
동진초등학교 · 
동향초등학교 · 
동호초등학교

## 마
마령초등학교 · 
마암초등학교 · 
만경초등학교 · 
망성초등학교 · 
매산초등학교 · 
무녀도초등학교 · 
무장초등학교 · 
무주중앙초등학교 · 
무주초등학교 · 
무풍초등학교 · 
문창초등학교 · 
미룡초등학교 · 
미륵초등학교

## 바
발산초등학교 · 
백구초등학교 · 
백련초등학교 · 
백룡초등학교 · 
백산초등학교 · 
백석초등학교 · 
백암초등학교 · 
백운초등학교 · 
번암초등학교 동화분교 · 
번암초등학교 · 
벽량초등학교 · 
변산초등학교 · 
보성초등학교 · 
보안초등학교 · 
보절초등학교 · 
복흥초등학교 · 
봉남초등학교 · 
봉동초등학교 양화분교 · 
봉동초등학교 · 
봉서초등학교 · 
봉성초등학교 · 
봉암초등학교 · 
부귀초등학교 · 
부남초등학교 · 
부당초등학교 · 
부안남초등학교 · 
부안동초등학교 · 
부안초등학교 · 
부용초등학교 · 
북면초등학교 · 
비룡초등학교 · 
비봉초등학교 · 
비안도초등학교

## 사
사매초등학교 · 
산내초등학교 · 
산동초등학교 · 
산서초등학교 · 
산외초등학교 · 
삼계초등학교 · 
삼기초등학교 · 
삼례동초등학교 · 
삼례중앙초등학교 · 
삼례초등학교 · 
삼우초등학교 · 
상관초등학교 · 
상서초등학교 · 
상하초등학교 · 
서수초등학교 · 
서신초등학교 · 
석불초등학교 · 
선연초등학교 · 
선유도초등학교 · 
설천초등학교 · 
성남초등학교 · 
성내초등학교 · 
성당초등학교 · 
성덕초등학교 · 
성북초등학교 · 
성산초등학교 · 
성송초등학교 · 
성수초등학교 · 
소성초등학교 · 
소양서초등학교 · 
소양초등학교 · 
송광초등학교 · 
송동초등학교 · 
송풍초등학교 · 
수곡초등학교 · 
수남초등학교 · 
수지초등학교 · 
순창중앙초등학교 · 
순창초등학교 · 
술산초등학교 · 
시산초등학교 · 
신림초등학교 · 
신태인초등학교 · 
신평초등학교 · 
심원초등학교 · 
쌍치초등학교

## 아
아산초등학교 · 
아영초등학교 · 
안성초등학교 · 
안천초등학교 · 
어청도초등학교 · 
여산초등학교 · 
영만초등학교 · 
영산초등학교 · 
영원초등학교 · 
영전초등학교 · 
오동초등학교 · 
오봉초등학교 · 
오산남초등학교 · 
오산초등학교 · 
오수초등학교 · 
오천초등학교 · 
옥구초등학교 · 
옥봉초등학교 · 
옥산초등학교 · 
옥천초등학교 · 
옹동초등학교 · 
양지초등학교 · 
왕궁남초등학교 · 
왕궁초등학교 · 
왕북초등학교 · 
외궁초등학교 · 
용곽초등학교 · 
용남초등학교 · 
용동초등학교 · 
용봉초등학교 · 
용북초등학교 · 
용산초등학교 · 
용성초등학교 · 
용안초등학교 · 
용와초등학교 · 
용지초등학교 · 
용진초등학교 · 
용흥초등학교 · 
우덕초등학교 · 
운봉초등학교 · 
운암초등학교 · 
운주초등학교 · 
웅포초등학교 · 
원천초등학교 · 
원촌초등학교 · 
원평초등학교 · 
월성초등학교 · 
월촌초등학교 · 
위도초등학교 식도분교 · 
위도초등학교 · 
유등초등학교 · 
이리계문초등학교 · 
이리고현초등학교 · 
이리남창초등학교 · 
이리남초등학교 · 
이리동남초등학교 · 
이리동북초등학교 · 
이리동산초등학교 · 
이리동초등학교 · 
이리마한초등학교 · 
이리모현초등학교 · 
이리백제초등학교 · 
이리부송초등학교 · 
이리부천초등학교 · 
이리북일초등학교 · 
이리북초등학교 · 
이리삼성초등학교 · 
이리서초등학교 · 
이리석암초등학교 · 
이리송학초등학교 · 
이리신동초등학교 · 
이리신흥초등학교 · 
이리영등초등학교 · 
이리중앙초등학교 · 
이리초등학교 · 
이리팔봉초등학교 · 
이백초등학교 · 
이서초등학교 · 
이성초등학교 · 
이평초등학교 · 
익산궁동초등학교 · 
익산어양초등학교 · 
익산옥야초등학교 · 
익산초등학교 · 
익산한벌초등학교 · 
인계초등학교 · 
인월초등학교 · 
임실기림초등학교 · 
임실초등학교 · 
임피초등학교 · 
입암초등학교

## 자
장계초등학교 · 
장수초등학교 · 
장승초등학교 · 
적상초등학교 · 
적성초등학교 · 
전주교육대학교 군산부설초등학교 · 
전주교육대학교 전주부설초등학교 · 
전주금암초등학교 · 
전주금평초등학교 · 
전주기린초등학교 · 
전주남초등학교 · 
전주대성초등학교 · 
전주대정초등학교 · 
전주덕일초등학교 · 
전주덕진초등학교 · 
전주동북초등학교 · 
전주동신초등학교 · 
전주동초등학교 · 
전주만성초등학교 · 
전주만수초등학교 · 
전주문정초등학교 · 
전주문학초등학교 · 
전주미산초등학교 · 
전주반월초등학교 · 
전주북일초등학교 · 
전주북초등학교 · 
전주삼천남초등학교 · 
전주삼천초등학교 · 
전주서곡초등학교 · 
전주서문초등학교 · 
전주서신초등학교 · 
전주서원초등학교 · 
전주서일초등학교 · 
전주서천초등학교 · 
전주송북초등학교 · 
전주송원초등학교 · 
전주송천초등학교 · 
전주신동초등학교 · 
전주신성초등학교 · 
전주아중초등학교 · 
전주양지초등학교 · 
전주여울초등학교 · 
전주오송초등학교 · 
전주완산서초등학교 · 
전주완산초등학교 · 
전주용덕초등학교 · 
전주용소초등학교 · 
전주용와초등학교 · 
전주용흥초등학교 · 
전주우림초등학교 · 
전주우전초등학교 · 
전주원동초등학교 · 
전주인봉초등학교 · 
전주인후초등학교 · 
전주장동초등학교 · 
전주전라초등학교 · 
전주전일초등학교 · 
전주조촌초등학교 · 
전주중산초등학교 · 
전주중앙초등학교 · 
전주중인초등학교 · 
전주지곡초등학교 · 
전주진북초등학교 · 
전주초등학교 · 
전주초포초등학교 · 
전주팔복초등학교 · 
전주평화초등학교 · 
전주풍남초등학교 · 
전주한들초등학교 · 
전주화산초등학교 · 
전주효림초등학교 · 
전주효문초등학교 · 
전주효자초등학교 · 
정남초등학교 · 
정우초등학교 · 
정읍남초등학교 · 
정읍동초등학교 · 
정읍북초등학교 · 
정읍서초등학교 · 
정읍수성초등학교 · 
정읍초등학교 · 
정일초등학교 · 
조림초등학교 · 
종정초등학교 · 
주산초등학교 · 
주생초등학교 · 
주천초등학교 · 
죽산초등학교 · 
줄포초등학교 · 
지사초등학교 · 
진봉초등학교 · 
진안중앙초등학교 · 
진안초등학교

## 차
창북초등학교 · 
창오초등학교 · 
천서초등학교 · 
천천초등학교 · 
청명초등학교 · 
청완초등학교 · 
청운초등학교 · 
청웅초등학교 · 
청하초등학교 · 
초처초등학교 · 
춘포초등학교 · 
치문초등학교 · 
칠보초등학교

## 타
태봉초등학교 · 
태인초등학교

## 파
팔덕초등학교 · 
풍산초등학교

## 하
하서초등학교 · 
한솔초등학교 · 
함라초등학교 · 
함열초등학교 · 
해리초등학교 · 
해성초등학교 내초분교 · 
해성초등학교 · 
행안초등학교 · 
화산초등학교 · 
화율초등학교 · 
황강초등학교 · 
황등남초등학교 · 
황등초등학교 · 
황산초등학교 · 
회룡초등학교 · 
회현초등학교 · 
흥덕초등학교 · 
흥왕초등학교